# Adventi koncert
Az Adventi koncert Szekeres Adrien hatodik szólólemeze és első DVD-je. 2010. november 12-én jelent meg a Magneoton / mTon kiadó gondozásában. A lemez producere és zeneszerzője Kiss Gábor. Aranylemez minősítést kapott.
A felvételeket, amelyeken vendégelőadók is közreműködtek, a budapesti Rózsafüzér Királynéja-templomban rögzítették.

## Számok
| #   | Cím                                           | Hossz |
| --- | --------------------------------------------- | ----- |
| 1.  | Szálljon a dal                                |       |
| 2.  | Ma a Föld ünnepel                             |       |
| 3.  | Kicsi szív                                    |       |
| 4.  | Száncsengő                                    |       |
| 5.  | Mennyből az angyal                            |       |
| 6.  | Szeretet ünnepén                              |       |
| 7.  | Ave Maria                                     |       |
| 8.  | Csendes éj                                    |       |
| 9.  | Nyújtsd a két kezedet                         |       |
| 10. | Száncsengő csilingel                          |       |
| 11. | Híd a folyót                                  |       |
| 12. | Csak játék                                    |       |
| 13. | Köszönet mindenért (duett Takács Nikolasszal) |       |
| 14. | Olyan, mint Te                                |       |
| 15. | Elhinném                                      |       |
| 16. | Oh, ne menj el                                |       |
| 17. | Szívből adni                                  |       |
| 18. | Játssz még                                    |       |